# Balei
Balei (russisch Балей) ist eine Stadt in der Region Transbaikalien (Russland) mit 12.533 Einwohnern (Stand 14. Oktober 2010).

## Geographie
Die Stadt liegt an der Südflanke des hier knapp 1200 Meter hohen Borschtschowotschnygebirges in Transbaikalien, etwa 350 km östlich der Regionshauptstadt Tschita, am Fluss Unda, einem rechten Nebenfluss des Onon.
Die Stadt Balei ist der Region administrativ direkt unterstellt und zugleich Verwaltungszentrum des gleichnamigen Rajons.
Balei ist über eine Straße mit der 55 km nördlich gelegenen Station Priiskowaja (bei Nertschinsk) der Transsibirischen Eisenbahn verbunden und besitzt einen kleinen Flughafen.

## Geschichte
Im 19. Jahrhundert entstand an Stelle der heutigen Stadt die Goldwäschersiedlung Nowotroizkoje, die Goldproduktion begann 1858. 1938 erhielt der Ort unter dem heutigen Namen Stadtrecht. 1947 wurde die bedeutendste Goldlagerstätte der Region, Tassejewskoje, entdeckt, zu deren Ausbeutung Gefangene des daraufhin eingerichteten Baleilag im System der Gulag herangezogen wurden.

### Bevölkerungsentwicklung
| Jahr | Einwohner |
| ---- | --------- |
| 1939 | 31.206    |
| 1959 | 28.848    |
| 1970 | 27.215    |
| 1979 | 25.896    |
| 1989 | 23.898    |
| 2002 | 14.797    |
| 2010 | 12.533    |

Anmerkung: Volkszählungsdaten

## Wirtschaft
Balei ist Zentrum des Goldbergbaus mit mehreren Schächten, Tagebau und Anreicherungsfabrik. Seit 2004 wird die Lagerstätte unter Beteiligung der kanadischen Barrick Gold ausgebeutet.

## Söhne und Töchter der Stadt
- Sergei Aljokminski (* 1961), russischer Admiral
- Anatoli Kaminski (* 1950), transnistrischer Politiker